# Truyền thuyết nước rửa tay khô Lupe Hernández
Truyền thuyết nước rửa tay khô Lupe Hernández có liên quan đến y tá người Mỹ lúc cô này còn là sinh viên tại Bakersfield, California đã phát minh ra loại gel rửa tay khô phổ biến như hiện nay vào năm 1966. Vụ việc từng gây tranh cãi trong giới nghiên cứu vì nỗ lực xác minh qua những cuộc điều tra độc lập trên tờ The Washington Post, Bảo tàng Lịch sử Quốc gia Mỹ và Los Angeles Times đều không mang lại kết quả. Tuy vậy, câu chuyện này dần "lan truyền" trong đại dịch COVID-19 năm 2020 và được cánh báo chí đưa tin rộng rãi như thể đây là chuyện có thật hoặc truyền thuyết đô thị.

## Câu chuyện và điều tra
Việc gán phát minh này cho Hernández vốn dĩ bắt nguồn từ một bài báo năm 2012 đăng trên tờ The Guardian nhan đề "Hand sanitizers: saved by the gel?" (tạm dịch: Nước rửa tay khô: được cứu nhờ gel?), dù phóng viên Laura Barton trình bày câu chuyện này cứ như nó gây được tiếng vang ở Bakersfield. Truyện kể rằng sinh viên ngành điều dưỡng tên là Hernández bất chợt nhận thấy một loại gel có 60–65% cồn có thể dùng làm chất tẩy rửa khi mà khó kiếm được xà phòng và nước. Barton thuật lại là chính Hernández đã chia sẻ ý tưởng này với "đường dây nóng phát minh" và ít nhất cô ấy đã cố gắng đăng ký bằng sáng chế cho công thức này.
Những nỗ lực tiếp theo nhằm xác minh câu chuyện hoặc nhận dạng danh tính Hernández đều vấp phải thất bại. Năm 2020, trong bối cảnh đại dịch COVID-19 và kế đến là mối quan tâm ngày càng gia tăng đối với vấn đề vệ sinh, Trung tâm Lemelson tại Bảo tàng Lịch sử Quốc gia Mỹ ở Washington, D.C. đã tiến hành điều tra vụ việc và khó mà tìm thấy bằng sáng chế có liên quan hoặc bất kỳ bằng chứng nào khác để chứng minh cho câu chuyện này. Ngay cả giới tính của Hernández cũng không lấy gì làm chắc chắn: câu chuyện do tờ Guardian đăng tải rằng Lupe (tên viết tắt của Guadalupe) là phụ nữ, nhưng một số phiên bản về sau xác nhận nhà phát minh này là đàn ông. Tờ The Washington Post từng ra sức nghiên cứu câu chuyện này và khó mà xác thực nổi. Dù thiếu những chi tiết có thể xác minh được, câu chuyện này từng được công bố nhiều lần như thể đây là vụ việc có thật, bao gồm cả trong sách giáo khoa điều dưỡng.
Nguồn gốc thực sự của loại gel rửa tay khô vẫn chưa rõ ràng. Những dung dịch rửa tay khô gốc cồn từng được sử dụng trong suốt nhiều năm liền, nhưng nếu nước tẩy rửa thiếu đi chất làm đặc thì nó sẽ rất bẩn và khó dùng. Theo lời một bài báo đăng trên tờ Vanity Fair năm 2020, loại gel rửa tay khô đầu tiên xem ra từng được hãng Gojo Industries của Mỹ giới thiệu vào năm 1988, rồi về sau chính Gojo Industries đã tiếp thị sản phẩm này đến tay người tiêu dùng với cái tên Purell.